# Radio Cultures Dijon
Radio Cultures Dijon est une radio associative dijonnaise créée le 19 mars 2007. Sa grille est principalement musicale et propose, à travers ses émissions, des contenus dont l'objectif est de promouvoir la culture et les échanges interculturels à Dijon et dans son agglomération.

## Historique
Radio Cultures Dijon est né d'une volonté de faire découvrir, partager et informer les habitants sur les événements culturels passés et à venir. Par décision n°2008-45 du 15 janvier 2008 délivrée par le CSA, l'association Radio Cultures Dijon est autorisée à exploiter un service de radio de catégorie A. La diffusion commence le 17 janvier 2008 à 4 heures du matin sur la fréquence 100 FM. Sa devis est alors "local, indépendant et différent.
Fin janvier 2014, Radio Cultures Dijon cesse d'émettre pendant quelques jours, faute d'avoir régularisé ses dettes auprès de TowerCast. Face à la crise, un appel aux dons est lancé, l'équipe de bénévoles est renforcée et le nombre d'émissions passe de 30 à 50. Le nombre de salariés passe de 6 à 3. Début 2015, la radio retrouve sa santé financière,.
En Septembre 2015, Radio Cultures a assigné en résidence dans ses locaux la Compagnie de théâtre Ombra Di Peter afin qu’il puisse avoir un lieu de répétition et de réunion d’artistes.
En janvier 2017, Radio Cultures Dijon sort un nouveau site web qui permet d'accéder en continu aux contenus produits par la radio.
Le 10 octobre 2021, le nom du service : « Radio Cultures Dijon » est remplacé par : « 21 Radio ».

## Identité de la station

### Logos

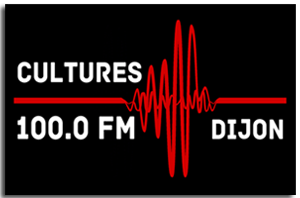
Logo Radio Cultures Dijon de 2014 à 2015
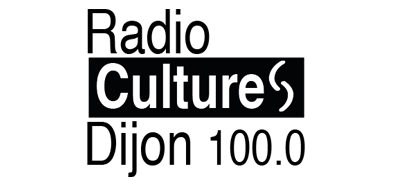
Logo Radio Cultures Dijon actuel depuis 2015

### Slogans
« Radio Cultures Dijon, c'est simple, c'est 100 FM »

## Programmation
Radio Cultures Dijon s'intéresse aux acteurs locaux et/ou indépendants de la vie culturelle de Dijon. La radio travaille avec ses partenaires culturels comme l'Artdam pour découvrir de nouveaux talents. Elle diffuse des programmes comme La Malle de Sindbad : Découverte du Moyen-Orient (créée en septembre 2015)
ou Rendez vos copies : Parole donnée aux collégiens et aux lycéens de la région